# ری ساتو (بازیکن سافت‌بال)
ری ساتو (انگلیسی: Rie Sato؛ زادهٔ ۱۴ اوت ۱۹۸۰) بازیکن سافت‌بال اهل ژاپن است.